# Piazza della Repubblica (Mazara del Vallo)

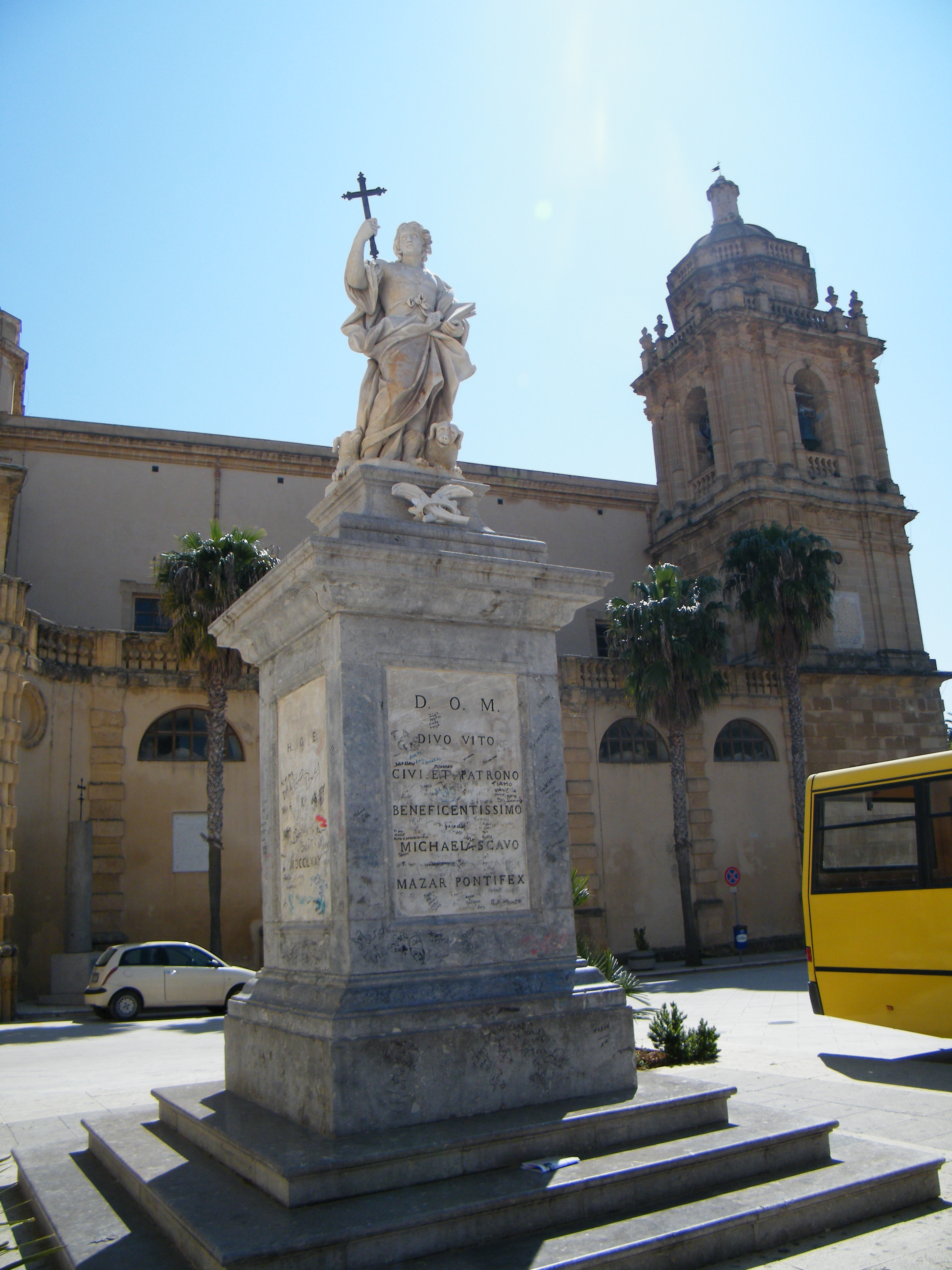
Statua di San Vito

Piazza della Repubblica è la piazza più importante della città di Mazara del Vallo, in quanto racchiude alcuni dei punti di maggior interesse della città: la Cattedrale, il Palazzo vescovile, il Palazzo del seminario e il Museo diocesano.
L'antico piano Maggiore, venne architettonicamente definito tra il XVII e il XVIII secolo attraverso un intervento di costruzione e ristrutturazione degli edifici prospicienti che donano alla piazza un aspetto barocco.
Al centro della piazza si trova la statua di San Vito, patrono della città, opera settecentesca di Ignazio Marabitti.